# إحكام ميكانيكي

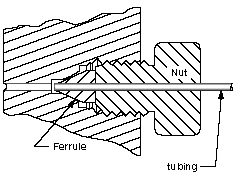
مثال على إحكام بالضغط

المُحكِم الميكانيكي هو جهاز يساعد على ربط الأنظمة والآليات معًا عن طريق منع التسرب على سبيل المثال في نظام الضخ أو احتواء الضغط، أو فصل الملوثات. تعتمد فعالية المحكم على الإلتصاق في حالة المواد المحكمة والضغط في حالة الحشيات. تستخدم المحكمات في صناعات عديدة بما في ذلك المواد الكيميائية وإمدادات المياه وإنتاج الورق وتجهيز الأغذية والعديد من التطبيقات الأخرى. 

## أنواع الإحكام
- لمانع التسرب
- محكم متخصص في إحكام الغاز للإستخدامات الطبية
- محكم بريدجمان، آلية إحكام للمحابس، تعمل عن طريق صنع خزان عالي الضغط من مصدر ضغط منخفض
- المحكمات المنفصلة  هي حلول منع تسرب مبتكرة مصممة لتعزيز الكفاءة والراحة في الأنظمة الميكانيكية المختلفة. تم تصميم هذه الأختام خصيصًا لمواجهة التحديات المرتبطة بالأختام التقليدية، مما يوفر فوائد محسنة للتركيب والصيانة والتشغيل.[2]
- الحشيات
- إحكام الزجاج للمعدن
- إحكام الزجاج والسيراميك للمعدن
- محكم للحرارة
- وصلات خرطوم، أنواع مختلفة من وصلات الخرطوم
- ختم المتاهة: ختم يخلق مسارًا متعرجًا لتدفق السائل من خلاله
- سدادة
- حلقات الإحكام القطرية

- التسرب (كيمياء)